# Erzgebirgskrimi – Verhängnisvolle Recherche
Verhängnisvolle Recherche ist ein deutscher Fernsehfilm von Jörg Lühdorff aus dem Jahr 2022. Es handelt sich um die fünfte Episode der ZDF-Kriminalfilmreihe Erzgebirgskrimi mit Kai Scheve als Robert Winkler, Lara Mandoki als Karina Szabo und Teresa Weißbach als Saskia Bergelt in den Hauptrollen. Der Film wurde am 12. Februar 2022 in der ZDF-Mediathek veröffentlicht und am 19. Februar im ZDF zum ersten Mal ausgestrahlt.

## Handlung
Hauptkommissar Robert Winkler und Kommissarin Karina Szabo ermitteln mit Hilfe der Försterin Saskia Bergelt im Mordfall der Journalistin Kirsten Reichenbach, die kurz nach einem Telefonat mit Winkler verschwand und später tot aufgefunden wurde. Die Journalistin hatte sich zusammen mit dem Künstler Harry Drechsel in einer Bürgerbewegung engagiert, die gegen die Pläne der Automobilfirma Uhlig aus Marienberg auftritt, einen großflächigen Produktionsstandort für Wasserstofftechnologie im Erzgebirge aufzubauen. Die Ermittlungen werden vom Schlosshotel Wolkenstein aus geführt, wo die Ermittler auch übernachten.
Winkler findet heraus, dass die Forschungsleiterin der Firma Uhlig, Prof. Kathrin Rothe, auch zugleich die Fahrerin war, die im Jahr 1994 den Autounfall verursacht hatte, bei dem er verletzt wurde und seine Freundin ums Leben kam. Als er sie in ihrem Büro aufsucht, gibt sie die Fahrerflucht zu. Er macht ihr heftige Vorwürfe, dass sie ihm und seiner Freundin damals nicht geholfen und dann 27 Jahre lang geschwiegen hat, so dass schließlich er selbst als Schuldiger dastand und er sich auch schuldig fühlte. Nach dem Gespräch kehrt Winkler ins Hotel zurück und betrinkt sich aus Verzweiflung. Am nächsten Morgen wird die Professorin tot aufgefunden. Winkler ist jetzt nicht nur persönlich befangen, sondern auch selbst verdächtig, wird aber von der Schlosswirtin zunächst entlastet. Ihm wird der Fall entzogen und an Hauptkommissar Müller übertragen, aber Winkler ermittelt auf eigene Faust weiter. Kurze Zeit später zieht Oberstaatsanwalt Osthof, der mit dem Unternehmer Lothar Uhlig befreundet ist, wegen großen öffentlichen Interesses die Fälle an sich. Winkler wird vom Dienst suspendiert.
Karina Szabo gerät in einen Loyalitätskonflikt. Einerseits würde sie ihrem Kollegen gern helfen, anderseits muss sie nun auch gegen ihn ermitteln und weiß nicht, ob sie ihm glauben soll. Der Verdacht gegen Winkler erhärtet sich, als sich herausstellt, dass er für die Tatzeit doch kein Alibi hat; er selbst kann sich aber wegen seiner Trunkenheit in dieser Nacht an nichts mehr erinnern. Die Försterin Saskia Bergelt glaubt an Winklers Unschuld und fährt zu Harry Drechsel. Dieser gesteht ihr, die Journalistin bei einem Handgemenge unbeabsichtigt getötet zu haben. Aber für den Mord an der Professorin hat er ein Alibi.
Gregor Uhlig, der Sohn des Unternehmers Lothar Uhlig, offenbart seinem Vater, kurz vor ihrem Tod mit Professorin Rothe gestritten zu haben. Sie habe die Firma verlassen wollen, was deren wirtschaftliches Ende bedeutet hätte. Lothar Uhlig hält ihn für den Täter und bittet seinen Freund, den Oberstaatsanwalt Osthof um Hilfe, um den Sohn vor dem Gefängnis zu bewahren. Osthof zeigt sich bereit, dem ohnehin verdächtigen Winkler die Tat anzuhängen. Dieser ermittelt weiter, um seine Unschuld zu beweisen, jetzt aber auf illegalem Weg, indem er zusammen mit Saskia Bergelt in die Räume der Firma Uhlig einbricht, um die Ereignisse vor Ort zu rekonstruieren. Er findet die Ermittlungsakte aus dem Jahr 1994. Kurz darauf lässt Müller Winkler im Hotel unter Arrest stellen, nachdem ein Beweisstück gefunden wurde, das Winkler belastet.
Die Försterin kann Lothar Uhlig überzeugen, die Wahrheit auszusagen. Bei der Vernehmung Winklers am nächsten Tag sagt Uhlig aus, Kathrin Rothe sei ab 1994 für seine Firma tätig gewesen, weil Uhlig ihr damals geholfen habe, ihr Fahrerfluchtsdelikt zu verschleiern. Der jetzige Oberstaatsanwalt Osthof habe seinerzeit alle Hinweise auf sie als Fahrerin aus den Akten entfernt. Osthof gibt die Rechtsbeugung zu und erklärt, er sei jung gewesen und fremd in der Region, und weil er gemocht werden wollte von den Einheimischen, habe er Uhligs Bitte erfüllt. Er gesteht auch, beim Tod der Professorin zugegen gewesen zu sein. Kathrin Rothe hatte sich nach den Vorwürfen Winklers doch entschlossen, ihre Fahrerflucht öffentlich zu machen, und Osthof über ihr Vorhaben informiert. Er sei zu ihr gefahren, um sie davon abzuhalten, und im Streit habe es einen tödlichen Unfall gegeben. Danach habe er versucht, Winkler als den Täter hinstellen und ihm das Beweisstück untergeschoben. Nach dem Geständnis wird Osthof abgeführt, und Winkler ist vollständig entlastet.

## Hintergrund
Der Film wurde vom 27. Mai 2021 bis 25. Juni 2021 gedreht, an Schauplätzen in Wolkenstein – auf dem Schloss Wolkenstein als fiktivem Hotel – und in Chemnitz. Dort war einer der Drehorte die Villa Esche als fiktiver Wohnsitz der Familie Uhlig. Die Hotel-Innenszenen wurden im Kulturzentrum „Baldauf-Villa“ in Marienberg aufgenommen.

## Rezeption

### Einschaltquote
Die Erstausstrahlung von Erzgebirgskrimi – Verhängnisvolle Recherche am 19. Februar 2022 wurde in Deutschland von 7,45 Millionen Zuschauern gesehen und erreichte einen Marktanteil von 25,6 % für das Zweite Deutschen Fernsehen.

### Kritik
Für Tilmann P. Gangloff auf tittelbach.tv ist dieser Erzgebirgskrimi „mit Abstand der beste der bisherigen vier“. Das Drehbuch verknüpfe geschickt Gegenwart und Vergangenheit. „Die Krimistory ist klasse, aber diesmal bewegt sich auch die Umsetzung (Regie: Jörg Lühdorff) auf einem hohen Niveau: Die Bildgestaltung wirkt hochwertig, die Musik ist sehr präsent.“ Die bisherigen Regionalaspekte der Krimireihe – erzgebirgische Natur und Traditionen – werden um die Aspekte Automobilgeschichte und technologische Innovationen der Gegenwart im Erzgebirge erweitert.
Für Hans Czerny bei Prisma.de wird „mit der dramaturgischen Brechstange der neue mit einem weit zurückliegenden Fall verquickt und damit gewissermaßen die zukunftsträchtige mobile Wasserstoff-Technologie mit einem Unfall von gestern.“ Durch „schnell geschnittene, hektische Parallelmontagen zwischen Freund und Feind“ gerate das Erzgebirge in den Hintergrund und „allein das leider nur zaghaft eingesetzte Sächseln der Försterin Saskia“ sorge für Regionalbezug.
Oliver Armknecht auf film-rezensionen.de findet: „reizvolle Idee, mäßige Ausführung“ und bemängelt ebenfalls fehlendes Lokalkolorit. „Wo bei den letzten Filmen noch irgendwelche Elemente der Gegend eingebaut werden, erinnert nun nur das vereinzelt eingeworfene „Glück auf“ daran, wo wir uns aufhalten.“